# صنوبرانية
صنوبرانية (الاسم العلمي: Pinopsida) هي طائفة من النباتات تتبع صف عاريات البذور من شعيبة البذريات. تضم هذه الطائفة النباتية 600-650 نوع. وتتميز أوراقها بأنها صغيرة عموماً وبسيطة دائمًا . ظهر العديد من نباتاتها في العصر الكربوني الأدنى والعصر البرمي. الصنوبرانية هي الأكثر عدداًبين طوائف العاريات البذور الحية، وتشكل غابات كبيرة ونقية نسبياً. الأمثلة الشائعة من الصنوبرانية هي الصنوبر والتنوب والسيكويا الدائمة الخضرة والسيكويا العملاقة وأشجار الأرز والعرعر والسرو والأرزية. ويستخدم خشبها اللين على نطاق واسع للبناء. معظم نباتات الصنوبرانية هي أحادية المسكن (بالإنجليزية: Monoicous)‏ أي يتم إنتاج المخاريط من الذكور والإناث على نفس الشجرة.	

## تصنيف
- صنف الصنوبرانيات
  - رتبة الصنوبريات (الاسم العلمي:Pinales)
  - رتبة الأروكاريات (الاسم العلمي:Araucariales)
  - رتبة السرويات (الاسم العلمي:Cupressales)